# AxCrypt
AxCrypt is een open source encryptie- en decryptieprogramma. Het programma is zowel gratis als betaald (premium) verkrijgbaar voor Windows, MacOS, iOS en Android. AxCrypt is oorspronkelijk ontwikkeld in Zweden, door Svante Seleborg. De ontwikkelingen en optimalisatie doet Seleborg samen met het personeel van AxCrypt AB. 
Het programma kan bestanden comprimeren, encrypteren en decrypteren, en bewerken. De iOS en Android versies zijn voor zover verkrijgbaar met alleen-lezen rechten.

## Functies
- Encrypteren en decrypteren van bestanden.
- Integratie in Windows Verkenner om geëncrypteerde bestanden eenvoudig te decrypteren.
- Datawisser: verwijder gegevens permanent.

## Algoritmes
AxCrypt ondersteunt AES-128 of AES-256 als cryptologische primitieven voor bulkversleuteling, PBKDF2 met HMAC-512 als KDF (key derivation function), 4096-bit RSA als beveiligingssleutel, en HMAC-512 voor de integriteitscontrole.